# Greeley County (Nebraska)
Greeley County ist ein County im Bundesstaat Nebraska der Vereinigten Staaten. Der Verwaltungssitz (County Seat) ist Greeley.

## Geographie
Das County liegt östlich des geographischen Zentrums von Nebraska und hat eine Fläche von 1478 Quadratkilometern, wovon 2 Quadratkilometer Wasserfläche sind. Es grenzt im Uhrzeigersinn an folgende Countys: Wheeler County, Boone County, Nance County, Howard County, Sherman County und Valley County.

## Geschichte
Greeley County wurde 1871 gebildet. Benannt wurde es nach Horace Greeley, einem frühen Publizisten.
Sechs Bauwerke des Countys sind im National Register of Historic Places eingetragen (Stand 11. Februar 2018).

## Demografische Daten

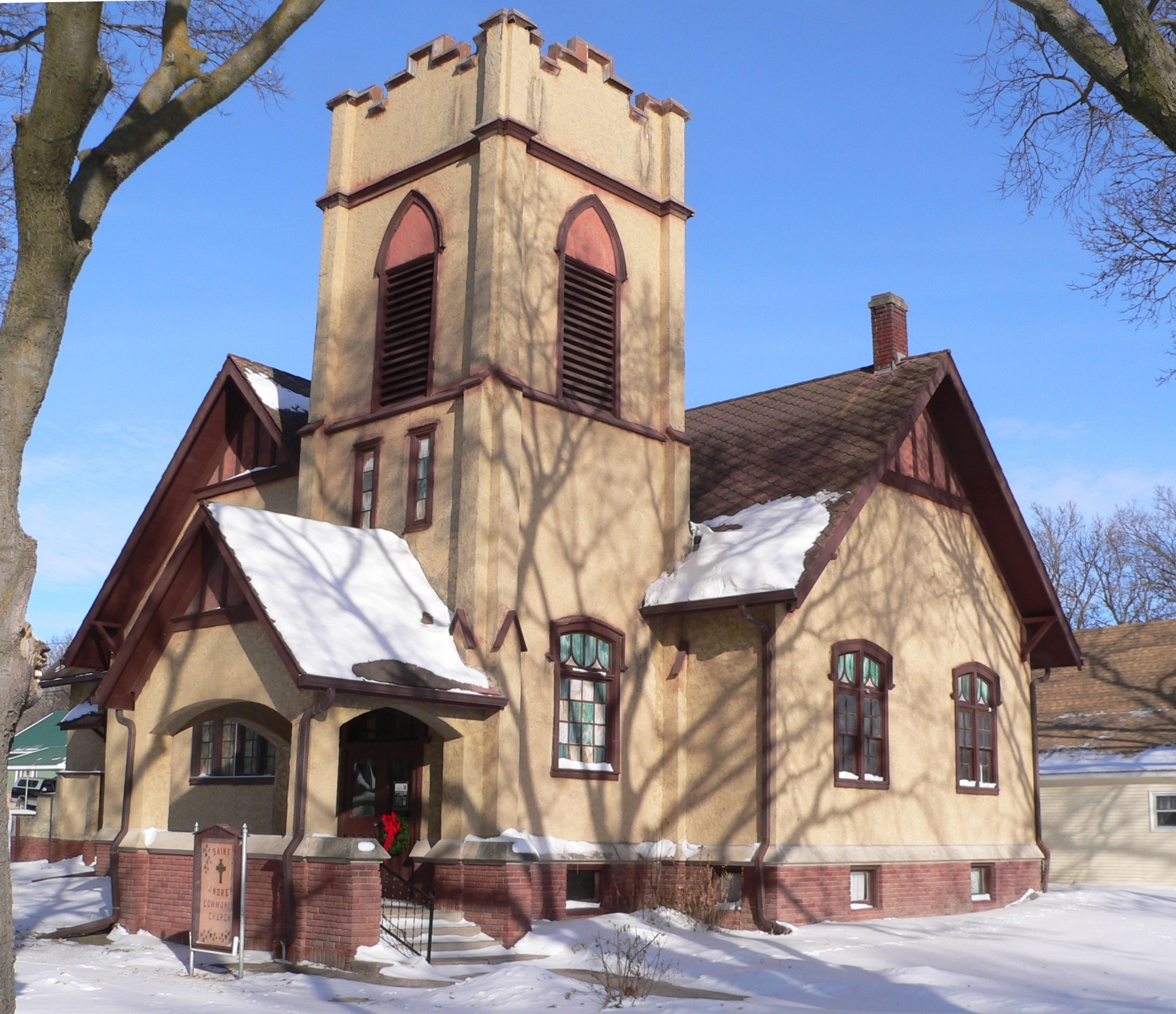
First Presbyterian Church, gelistet im NRHP

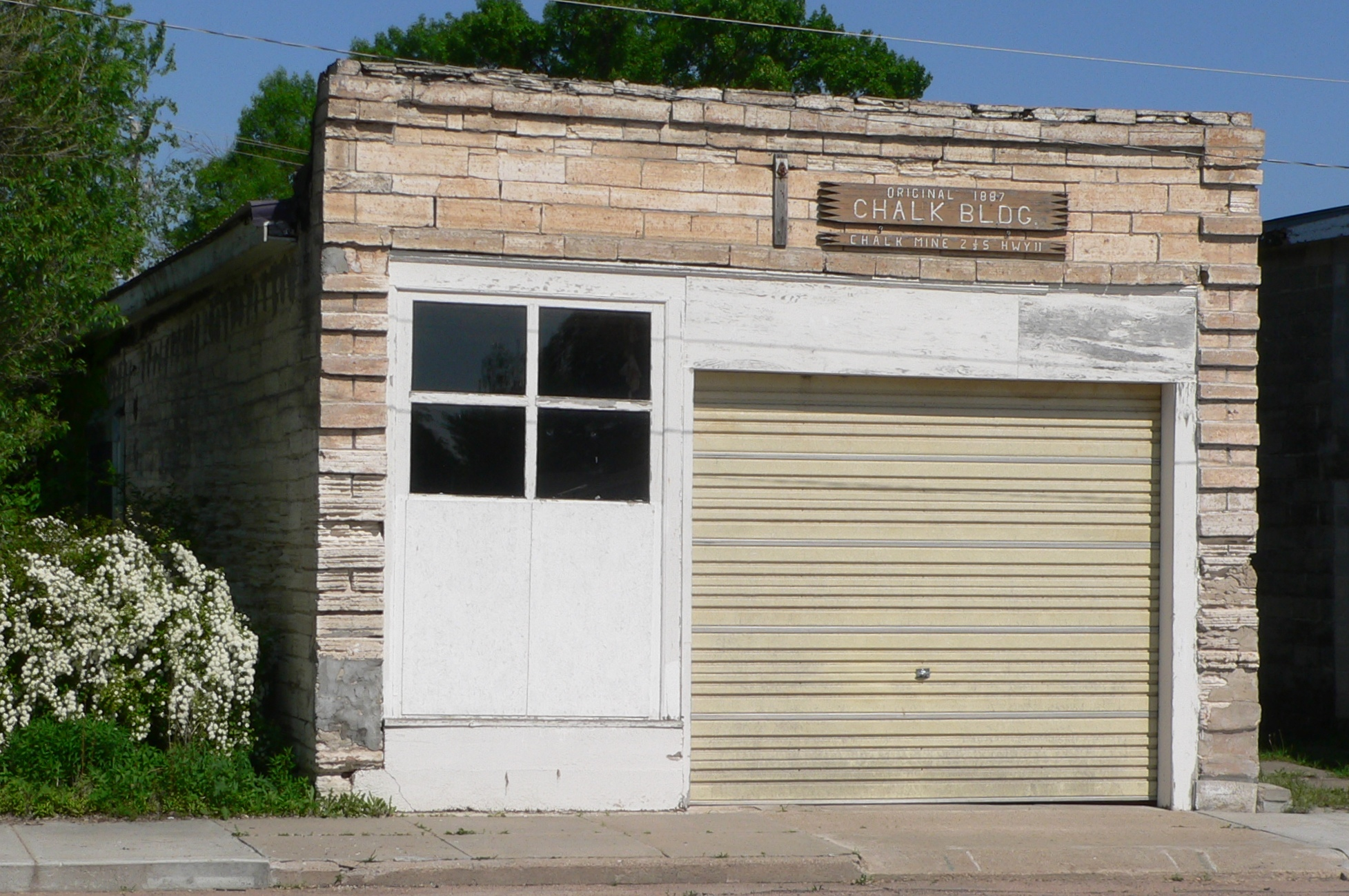
Scotia Chalk Building, gelistet im NRHP

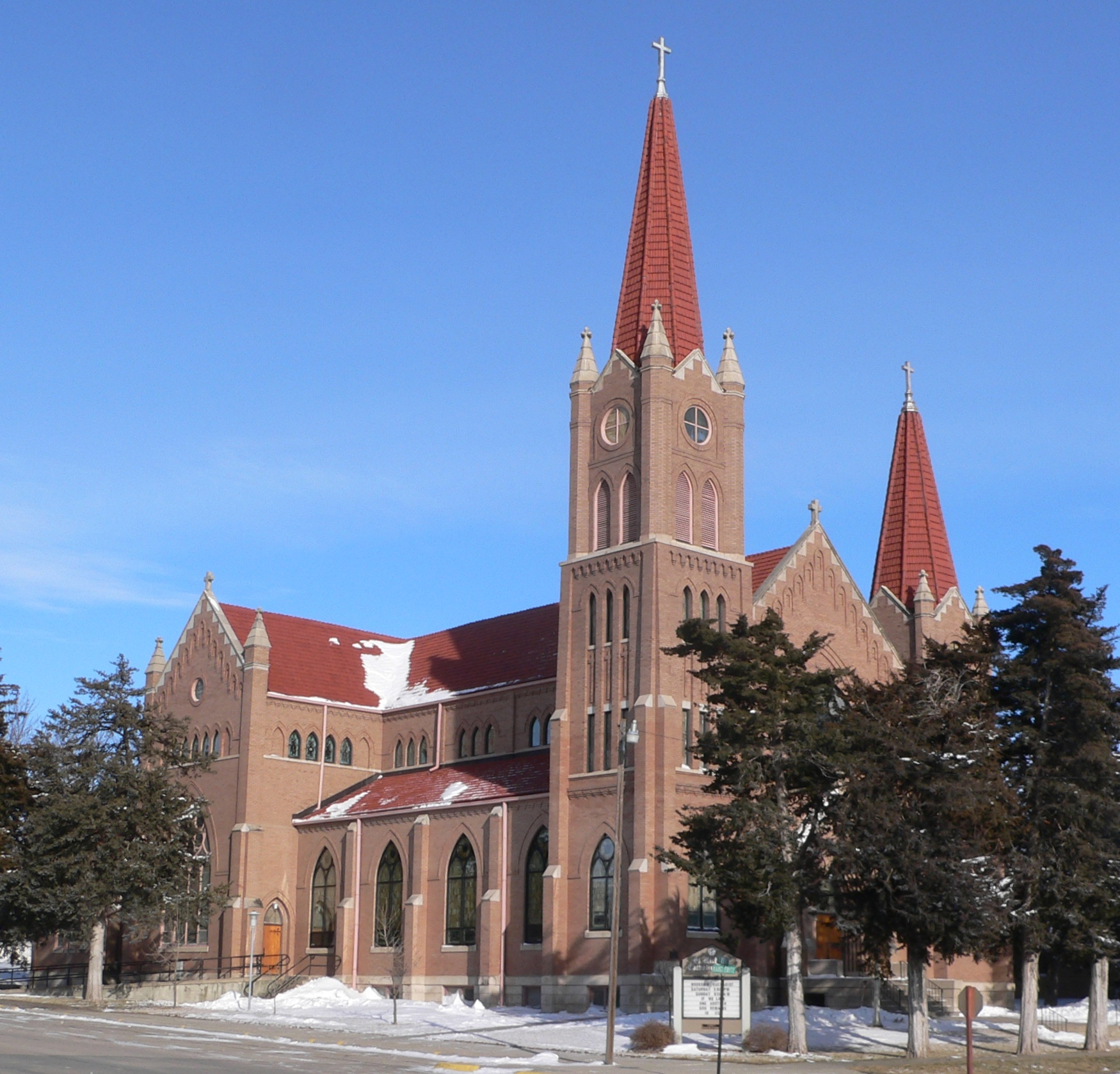
St. Michael’s Catholic Church Complex, gelistet im NRHP

Nach der Volkszählung im Jahr 2000 lebten im Greeley County 2714 Menschen. Davon wohnten 62 Personen in Sammelunterkünften, die anderen Einwohner lebten in 1077 Haushalten und 734 Familien. Die Bevölkerungsdichte betrug 2 Einwohner pro Quadratkilometer. Ethnisch betrachtet setzte sich die Bevölkerung zusammen aus 97,9 Prozent Weißen, 0,7 Prozent Afroamerikanern, 0,1 Prozent amerikanischen Ureinwohnern, 0,1 Prozent Asiaten und 0,8 Prozent aus anderen ethnischen Gruppen; 0,5 Prozent stammten von zwei oder mehr Ethnien ab. 0,9 Prozent der Bevölkerung waren spanischer oder lateinamerikanischer Abstammung.
Von den 1077 Haushalten hatten 29,3 Prozent Kinder und Jugendliche unter 18 Jahre, die bei ihnen lebten. 59,0 Prozent waren verheiratete, zusammenlebende Paare, 6,4 Prozent waren allein erziehende Mütter, 31,8 Prozent waren keine Familien, 30,5 Prozent waren Singlehaushalte und in 18,8 Prozent lebten Menschen im Alter von 65 Jahren oder darüber. Die Durchschnittshaushaltsgröße betrug 2,46 und die durchschnittliche Familiengröße lag bei 3,08 Personen.
Auf das gesamte County bezogen setzte sich die Bevölkerung zusammen aus 26,9 Prozent Einwohnern unter 18 Jahren, 5,9 Prozent zwischen 18 und 24 Jahren, 21,6 Prozent zwischen 25 und 44 Jahren, 22,4 Prozent zwischen 45 und 64 Jahren und 23,2 Prozent waren 65 Jahre alt oder darüber. Das Durchschnittsalter betrug 42 Jahre. Auf 100 weibliche Personen kamen 97,1 männliche Personen. Auf 100 Frauen im Alter von 18 Jahren oder darüber kamen statistisch 92,2 Männer.
Das jährliche Durchschnittseinkommen eines Haushalts betrug 28.375 USD, das Durchschnittseinkommen der Familien betrug 34.159 USD. Männer hatten ein Durchschnittseinkommen von 22.036 USD, Frauen 17.056 USD. Das Prokopfeinkommen betrug 13.731 USD. 11,9 Prozent der Familien und 14,6 Prozent der Bevölkerung lebten unterhalb der Armutsgrenze. Darunter waren 22,1 Prozent der Kinder und Jugendlichen unter 18 Jahren und 10,5 Prozent der Bewohner im Alter ab 65 Jahren.

## Orte im County
- Belfast
- Brayton
- Greeley
- Horace
- O’Connor
- Scotia
- Scotia Junction
- Spalding
- Wolbach